# Verbazing (album)
Verbazing is het debuutalbum van Guus Meeuwis & Vagant. Nadat de vriendengroep in 1994 het AHC Studentensongfestival in Leiden wint met het nummer Het is een nacht (Levensecht) krijgen zij een platencontract aangeboden van Willem van Schijndel, talentscout en helft van het duo De Deurzakkers. In augustus 1995 verschijnt het nummer op single. Deze wordt al snel gebombardeerd tot Alarmschijf op Radio 538 en schiet binnen enkele weken door naar de eerste plaats van de Top 40, waar het zeven weken blijft staan. Uiteindelijk worden er meer dan een kwart miljoen exemplaren van verkocht en wordt het nummer uitgeroepen tot Hit van het jaar 1995.
Opvolger Per Spoor (Kedeng Kedeng) stoot ook door naar de eerste plaats van de Nederlandse hitlijsten. Deze heeft de eer drie weken op de ereplaats van de Top 40 te vertoeven. Wanneer in mei 1996 hun debuutalbum Verbazing uitgebracht wordt, gaat het loos met Vagant. Het album komt direct binnen op de eerste plaats van de Album Top 100. Derde single Zo Ver Weg, een cover van het gelijknamige nummer van de Belgische groep Mama’s Jasje, wordt tevens een top 5-hit. Vierde single Verliefd Zijn is minder succesvol, maar behaalt desondanks de 36e plaats in de Top 40.

## Trivia
Ik ben blij dat ik je niet vergeten ben is een cover van Joost Nuissl uit 1975. Jeroen gaat over een vriend van de leden van de band, die overleden is na een auto-ongeluk en Centraal Station is het resultaat van een tekstschrijverswedstrijd onder scholieren. Guus is een bewonderaar van Boudewijn de Groot, die voor dit album het nummer Vertrouwen geschreven heeft. Tijdens concerten covert Guus veelvuldig het nummer Jimmy van De Groot.
Verbazing wordt bekroond met een dubbelplatina plaat, wat inhoudt dat er destijds minstens 200.000 exemplaren van verkocht zijn.

## Tracklist
1. "Verliefd Zijn" (G. Meeuwis) – 3:27
2. "Per Spoor (Kedeng Kedeng)" (G. Meeuwis) – 4:12
3. "Vertrouwen" (B. de Groot, B. Spitsen) – 3:26
4. "Het Is Een Nacht... (Levensecht)" (G. Meeuwis) – 3:45
5. "Ik Ben Blij Dat Ik Je Niet Vergeten Ben" (J. Nuissl) – 3:53
6. "Centraal Station" (G. Meeuwis, J. Rozenboom, J. Müller) – 3:23
7. "Samen Apart" (G. Kooymans, R. Chrispijn) – 3:22
8. "Sprookje" (G. Meeuwis) – 2:29
9. "Zo Ver Weg" (B. Destrycker) – 3:32
10. "Jeroen" (M. van Dooren, D. Oerlemans, G. Meeuwis) – 4:33
11. "Zij Is Alles" (H. Koreneef, L. Driessen, J. Rozenboom) – 2:56
12. "Verbazing" (J. Rozenboom, G. Meeuwis) – 2:55
13. "Het Is Een Nacht... (Levensecht) [live versie]" (G.Meeuwis) - 4.45